# Eriopyga melanosticta
Eriopyga melanosticta är en fjärilsart som beskrevs av Ham 1905. Eriopyga melanosticta ingår i släktet Eriopyga och familjen nattflyn. Inga underarter finns listade i Catalogue of Life.